# Ньюджент, Джордж, 1-й баронет
Сэр Джордж Ньюджент, 1-й баронет (10 июня 1757 — 11 марта 1849) — британский военачальник, фельдмаршал (9 ноября 1846), участник Войны за независимость США и Французских революционных войн, колониальный чиновник, губернатор Ямайки в 1801—1806 годах.

## Военная карьера

### Ранняя карьера
Джордж Ньюджент был незаконнорождённым сыном подполковника Эдмунда Ньюджента (который был единственным сыном Роберта Ньюджента, 1-го графа Ньюджента) и леди Феннингс. Джордж получил образование в школе Чартерхаус и в Королевской военной академии в Вулидже. 5 июля 1773 года он получил чин прапорщика 39-го пехотного полка и был направлен в Гибралтар. Далее Ньюджент был направлен в составе 7-го пехотного полка в Нью-Йорк с повышением в звании до лейтенанта (1777) и принял участие в боях за форты Клинтон и Монтгомери в октябре 1777 года и в Филадельфийской кампании в рамках Американской войны за независимость. Он продолжал служить в Северной Америке и стал капитаном 57-го пехотного полка 28 апреля 1778 года и майором в не обозначенном в документах полку 3 мая 1782 года.

### Фландрия и Ирландия
Ньюджент был повышен до подполковника в сентябре 1783 года и назначен командиром 97-го пехотного полка в Англии, но в результате послевоенных сокращений расходов полк был расформирован, и он был назначен командиром 13-го пехотного полк в 1787 году. В ноябре 1787 года он стал адъютантом своего сводного брата, маркизаа Бекингема, который был лорд-лейтенантом Ирландии. После отставки Бекингема Ньюджент стал командиром 4-го Королевского ирландского полка гвардейских драгун в 1789 году. В следующем году Ньюджент стал членом парламента от Бакингемшира. В должности командира роты Ньюджент отправился на фронт Французских революционных войн и участвовал в осаде Валансьена в мае 1793 года и блокаде Дюнкерка в августе того же года.

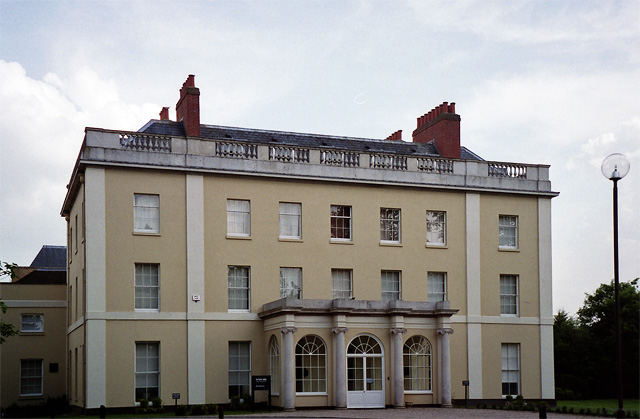
Особняк Westhorpe, в котором Ньюджент прожил более 40 лет.

В марте 1794 года военное ведомство поручило Ньюдженту контролировать набор добровольцев в Бакингемшире. Он командовал полком под командованием сэра Ральфа Эберкромби в боях на реке Вааль и участвовал в катастрофическом отступлении от Рейна. 1 мая 1796 года Ньюджент был произведен в генерал-майоры. Он командовал войсками в северной Ирландии в 1798 году и сыграл важную роль в успокоении населения Белфаста во время Ирландского восстания.

### Губернатор Ямайки и поздняя карьера
Ньюджент стал губернатором Ямайки в апреле 1801 года с повышением до генерал-лейтенанта 29 мая 1802 года. За время своего пребывания на острове он укрепил крепостные сооружения в гавани Кингстона, построенные ещё в 1709 году. Названный Форт Ньюджент, этот форт охранял восточный вход в Кингстон, однако ныне от укреплений сохранилась лишь башня-мартелло, построенная уже после отъезда Ньюджента. В феврале 1806 года он вернулся в Англию и стал командиром Западного военного округа, а также избрался в парламент от округа Эйлсбери 3 ноября 1806 года и получил титул баронета в графстве Бакингемшир. Он купил особняк Westhorpe в октябре 1808 года и стал командиром гарнизона округа Кент в июле 1809 года.
Ньюджент отказался от места в парламенте, чтобы стать Главнокомандующим войск Индии в январе 1811 года, и был награждён орденом Бани 1 февраля 1813 года. а также произведен в генералы 4 июня 1813 года. В октябре 1813 года Ньюджент был заменен на посту главнокомандующего лордом Мойрой и понижен до командующего армией Бенгалии, но вместо этого решил вернуться в Англию в октябре 1814 года. В 1818 году он был вновь избран членом парламента и покинул парламент лишь в 1832 году.
9 ноября 1846 года, уже находясь в отставке, Ньюджент получил чин фельдмаршала. Он умер в своем доме 11 марта 1849 года и был похоронен в церкви Святого Иоанна Крестителя в Литл-Марлоу.

## Семья
Ньюджент был женат на Марии Скиннер, дочери Кортлэндта Скиннера, генерального прокурора Нью-Джерси в Британской Северной Америке. У них было три сына и две дочери.